# Brigades des martyrs de Syrie
L'Union des Brigades et Bataillons des martyrs de Syrie (arabe : تجمع كتائب وألوية شهداء سوريا, Tajammu Alwiyat wa Kata’eb Shuhadah Souriya), plus communément désignée sous le nom de Brigades des martyrs de Syrie, était un groupe rebelle fondé le 15 décembre 2011 et dissout en 2015 lors de la guerre civile syrienne.

## Fondation et affiliations

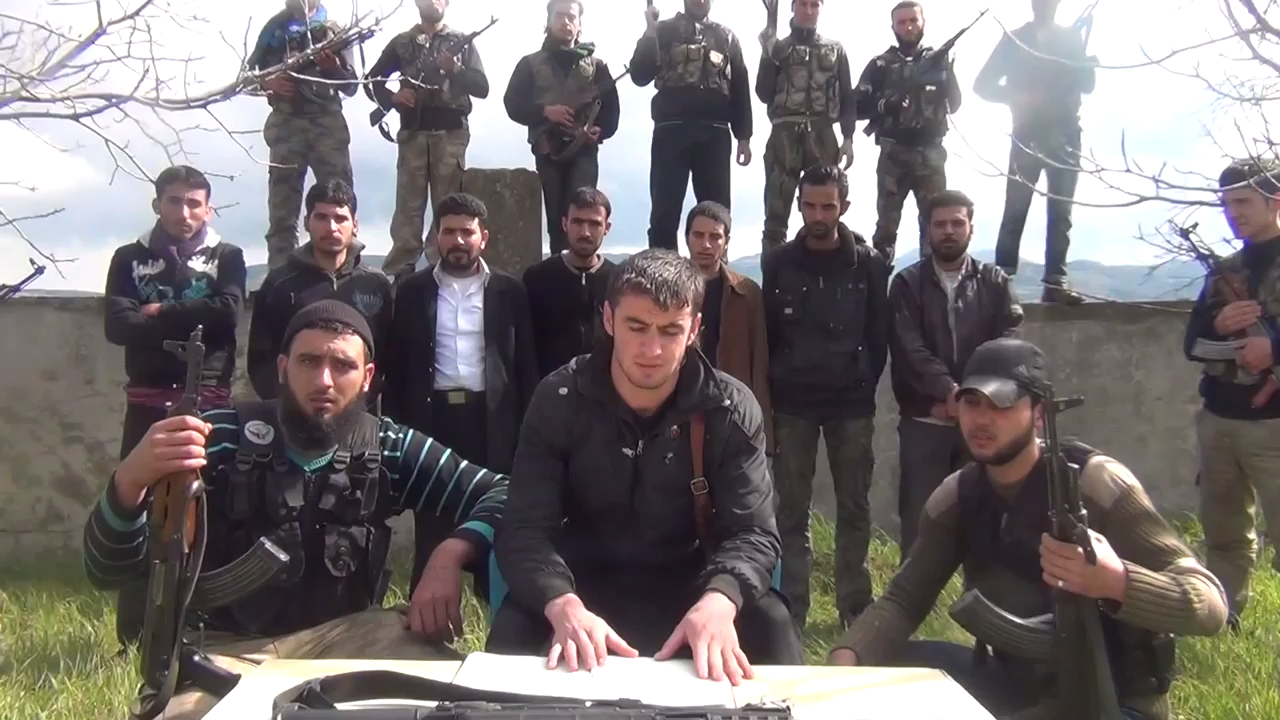
Des déserteurs de la marine syrienne ayant rallié les Brigades des martyrs de Syrie, en février 2013.

Les Brigades des martyrs de Syrie sont formées le 15 décembre 2011,. Le groupe est initialement fondé sous le nom de « Brigades des martyrs du Jabal al-Zawiya ». En mars 2012, il fusionne avec le bataillon Dareq bin Zayd et le bataillon Aqba bin Nafaa et prend brièvement le nom de « Brigade d'Ibrahim Hananou » mais il reprend rapidement son ancien nom,. Mi-2012, il se rebaptise « Brigades des martyrs syriens » et enfin « L'Union des Brigades et Bataillons des martyrs de Syrie » en août 2012,.
Le groupe est affilié à l'Armée syrienne libre et intègre le Conseil militaire d'Idleb. Le 9 décembre 2013, il participe à la fondation d'une coalition de groupes rebelles : le Front révolutionnaire syrien, dont il est la faction dominante,.

## Idéologie
Le groupe est nationaliste ; il n'est pas islamiste et son chef, Jamal Maarouf, affirme ne pas être favorable à la formation d'un État islamique en Syrie,.

## Organisation
Les Brigades des martyrs du Jabal al-Zawiya sont fondées et initialement commandées par le capitaine Yousif Yahya et le lieutenant Alaa Hussein ; cependant Yousif Yahya quitte le groupe dès janvier ou février 2012 pour fonder un autre mouvement : le bataillon Saiqa,. À partir de mars 2012, le commandement passe à Jamal Maarouf, qui prend également en 2013 la direction du Front révolutionnaire syrien,,.
Lorsque le groupe annonce sa fondation en 2011, 150 hommes armés apparaissent sur sa première vidéo. En août 2012, Jamal Maarouf affirme commander 7 000 hommes. En octobre 2012, Foreign Policy porte ses effectifs à 45 000 combattants, dont 10 000 à 12 000dans la région du Jabal al-Zawiya.

## Actions et zones d'opérations
Les Brigades des martyrs de Syrie sont basées dans le Jabal al-Zawiya, une région montagneuse au sud d'Idleb,. Le groupe est également actif dans les gouvernorats d'Idleb, Hama et Alep.
En janvier 2014, le groupe prend une part active à l'offensive menée par les rebelles contre l'État islamique en Irak et au Levant qui chasse le groupe djihadiste du gouvernorat d'Idleb. Mais en novembre 2014, il entre en conflit avec le Front al-Nosra et les combats tournent cette fois à son désavantage : les Brigades des martyrs de Syrie sont chassées de la région du Jabal al-Zawiya et de Deir Sounboul, leur quartier-général,,.

## Soutiens
Le groupe est soutenu par les États-Unis et l'Arabie saoudite, particulièrement après la formation du Front révolutionnaire syrien,. En 2014, il reçoit des Américains des missiles BGM-71 TOW,.